# Leonids Dreibergs
Leonids Dreibergs (Leonid Dreiberg) (27 d'octubre de 1908, Riga – 6 d'abril de 1969, Saginaw, Michigan) fou un fort jugador d'escacs d'origen letó, nacionalitzat estatunidenc.

## Resultats destacats en competició
Dreibergs fou 6è a Riga 1930 (el campió fou Vladimirs Petrovs), fou 9è a Kemeri 1939 (el campió fou Salo Flohr), i fou 5è a Riga 1941 (el campió fou Alexander Koblencs).
Quan acabà la II Guerra Mundial, fou un dels nombrosos jugadors bàltics que varen haver d'emigrar a l'oest en el període 1944/45, juntament amb, entre d'altres, Romanas Arlauskas, Lucijs Endzelins, Miervaldis Jursevskis, Leho Laurine, Edmar Mednis, Karlis Ozols, Ortvin Sarapu, Povilas Tautvaišas, Povilas Vaitonis, Elmārs Zemgalis, etc., i els ucraïnesos Fedor Bohatirchuk, Stepan Popel, Myroslav Turiansky, etc.
Com a persona desplaçada a l'Alemanya Occidental, va participar en diversos torneigs: empatà als llocs 12è-13è a Augsburg 1946 (el guanyador fou Wolfgang Unzicker), i fou 1r amb en Zemgalis a Esslingel 1949. Posteriorment, va emigrar als Estats Units, on va guanyar dos cops el Campionat de Michigan (1954 i 1955). També va participar en la Lliga d'escacs per correspondència dels EUA (CCLA).

### Rànquing mundial
El seu millor rànquing Elo s'ha estimat en 2500 punts, el març de 1941, moment en què tenia 32 anys, cosa que el situaria en 105è lloc mundial en aquella data. Segons chessmetrics, va ser el 91è millor jugador mundial el novembre de 1941.